# Список умерших в 1378 году

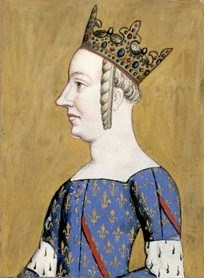
Жанна де Бурбон

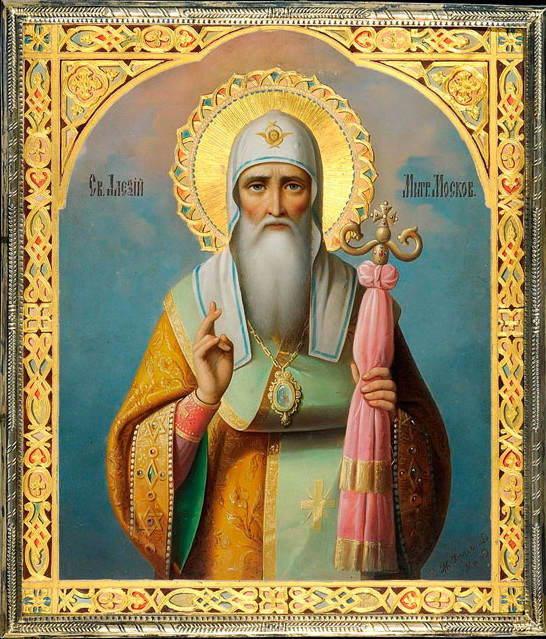
Алексий (Бяконт)

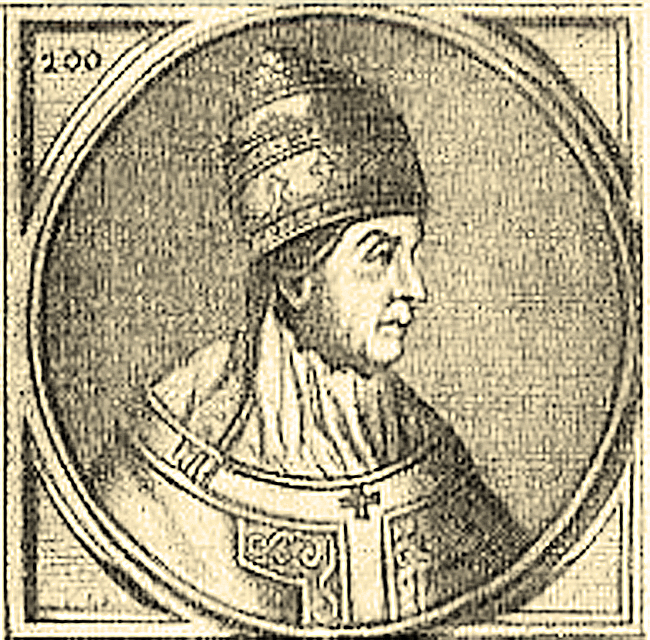
Григорий XI

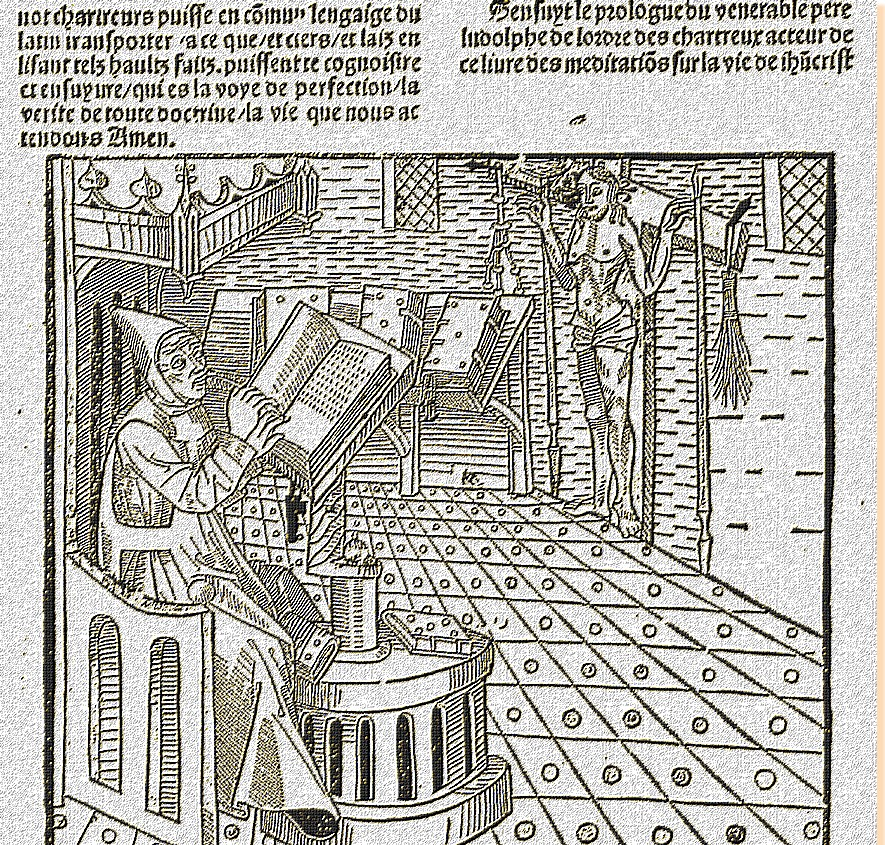
Лудольф Саксонский

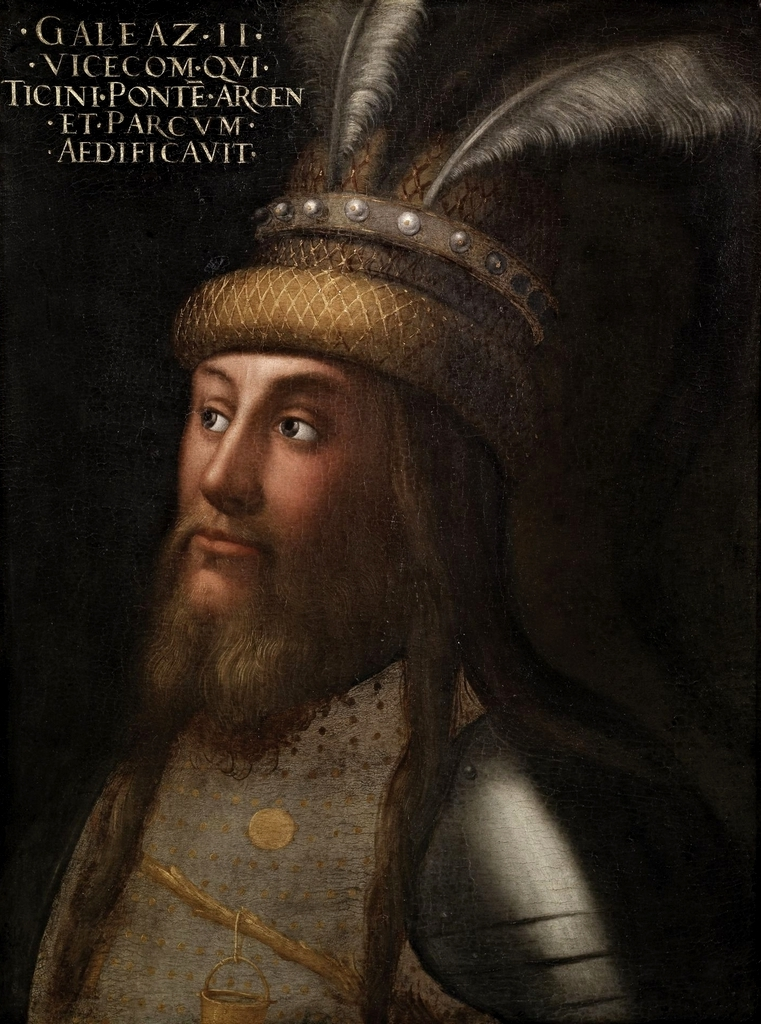
Галеаццо II Висконти

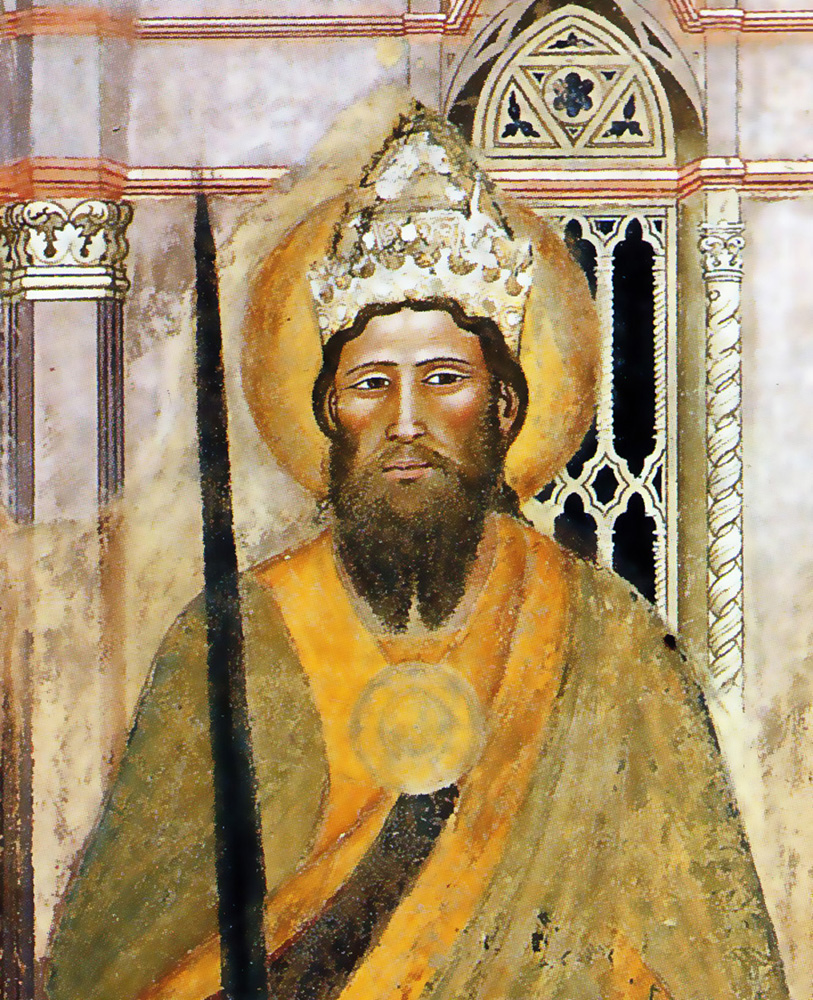
Карл IV

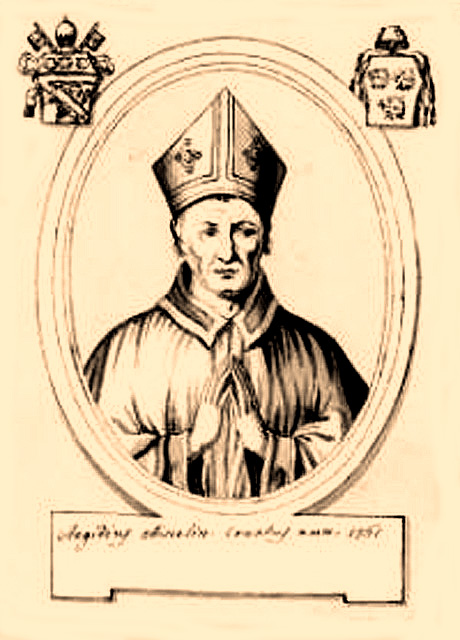
Жиль Эселен де Монтегю

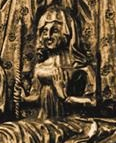
Елена Шубич

В этой статье представлен список известных людей, умерших в 1378 году.
См. также: Категория:Умершие в 1378 году

## Февраль
- 6 февраля:
  - Аббас ибн Мухаммад[англ.] — Даи аль-Мутлак Тайиби исмаилизма (1354—1357);
  - Жанна де Бурбон (40) — королева-консорт Франции (1364—1378), жена Карла V Мудрого; умерла при родах.
- 12 февраля — Алексий (Бяконт) — Митрополит Киевский и всея Руси (1354—1378)

## Март
- 27 марта — Григорий XI — папа римский (1370—1378), окончивший Авиньонское пленение пап.

## Апрель
- 5 апреля — Гусаи[нем.] — японский поэт в жанре рэнга
- 8 апреля — Анна Опольская[чеш.] — княгиня-консорт Опольская (1356—1370) и Стшелецкая (1370—1378), жена Болько III Опольского.
- 15 апреля — Феодора Нижегородская — жена великого князя суздальско-нижегородского Андрея Константиновича, игуменья основанного ей нижегородского Зачатиевского женского монастыря, местночтимая святая.
- 28 апреля — Гавриил IV Александрийский[англ.] — патриарх Коптской православной церкви (1370—1378)

## Май
- 7 мая — Эли де Салиньяк[фр.] — епископ Сарла (1359—1361), архиепископ Бордо (1361—1378)
- 31 мая — Томас фон Ноймаркт[нем.] — титулярный епископ Сарепта (1351—1378), врач.
- Екатерина Венгерская (7) — старший ребёнок и предполагаемая наследница венгерского и польского короля Людовика I Великого на протяжении всей своей жизни.

## Июнь
- 13 июня — Жерар де Денвилль[фр.] — епископ Арраса (1362—1369), епископ Теруана (1368—1371), епископ Камбре (1371—1378)
- 16 июня:
  - Жак де Рю[фр.] — камергер наваррского короля Карла II Злого. Казнён за покушение на жизнь французского короля Карла V Мудрого;
  - Пьер Дю Тертр[фр.] — секретарь и доверенное лицо наваррского короля Карла II Злого. Казнён за покушение на жизнь французского короля Карла V Мудрого.

## Июль
- 1 июля — Жан фон Аркель[фр.] — князь-епископ Утрехтский (1342—1364), князь-епископ Льежа (1364—1378).
- 9 июля — Ральф Бассет, английский аристократ, 1-й барон Бассет из Сапкота (1371—1378).
- Оуайн Лаугох ап Томас — последний повстанческий принц Гвинеда и Уэльса

## Август
- 4 августа — Галеаццо II Висконти (58) — соправитель Милана (1354—1378), представитель дома Висконти.
- 11 августа — Бегич — золотоордынский темник и эмир, командовавший войсками Мамая в битве на Воже против войск Дмитрия Ивановича московского и его союзников. Погиб вместе с четырьмя другими тёмниками или мурзами (Хазибей, Коверга, Карабулук, Костров)
- 15 августа — Джон де Стривелин[англ.] — средневековый шотландский рыцарь на английской службе, рыцарь-знаменосец Англии (1335—1347).

## Сентябрь
- 4 сентября — Бартоломео Булгарини — итальянский художник, сиенская школа живописи
- 6 сентября или 7 сентября — Франческо Тебальдески[итал.] — кардинал-священник Санта-Сабина (1368—1378), папский легат в Риме
- 17 сентября — Марквард Берман[нем.] — епископ Шверина (1376—1378)
- 22 сентября — Роберт Де Крулл[англ.] — клерк Королевских кораблей[англ.] (1359—1378)

## Октябрь
- 4 октября — Фина Буццакарини[итал.] — жена сеньора Падуи Франческо I да Каррара
- 15 октября — Констанца Малатеста[итал.] — дочь кондотьера Унгаро Маллатеста, жена Уго д’Эсте, сына Обиццо III д’Эсте; убита
- Мата д’Арманьяк[исп.] — дочь графа д’Арманьяк Жана I д’Арманьяк, первая жена наследника арагонского престола, будущего короля Хуана I

## Ноябрь
- 24 ноября — Гильельмо Сансеверино[фр.] — архиепископ Салерно (1364—1378), кардинал Saint-Eusèbe (1378)
- 29 ноября — Карл IV (62) — маркграф Моравии (1333—1349), король Чехии и король Германии (1346—1378), император Священной Римской империи (1355—1378).

## Декабрь
- 5 декабря — Жиль Эселен де Монтегю — епископ Лавора (1357—1360), епископ Теруана (1356—1368), епископ Фраскати (1368—1378), кардинал-священник SS. Silvestro e Martino (1361—1368)
- 16 декабря — Оттон III — маркиз Монферрато (1372—1378); убит в драке с собственными телохранителями.

## Дата неизвестна или требует уточнения
- Адам де Ланарк[англ.] — епископ Галлоуэя (1363—1378)
- Альфонсо II де Авила[исп.] — епископ Авилы (1372—1378).
- Балтычак, главный эмир из племени мангыт.
- Билигту-хан — Великий хан Монгольской империи из династии Северная Юань (1370—1378)
- Янош де Шурди[англ.] — епископ Ваца (1363—1375), епископ Дьёра (1375—1376), архиепископ Эстергома (1376—1378), королевский казначей Венгрии (1373—1375)
- Елена Шубич — жена бана Боснии Владислава Котроманича, регент Боснии (1353—1357)
- Жан Ле Брюн[фр.] — епископ Трегье (1371—1378)
- Йован Драгаш — сербский феодал, правитель (деспот) Куманово, Кочани и Струмицы в Македонии (ок. 1365—1377/1378). Османский вассал после битвы при Марице (1371).
- Стефано Колонна, итальянский кардинал.
- Лудольф Саксонский — немецкий христианский теолог и духовный писатель.
- Маттео I Монкада[итал.] — великий сенешаль Королевства Сицилии (1353—1361, 1362—1363), наместник герцогства Афин и Неопатр (1359—1361, 1363—1366)
- Руи Диас де Рохас[исп.] — кастильский дворянин и флотоводец
- Тимур-Малик — хан Синей Орды (восточной части Золотой Орды) (1377—1378)
- Хаммир Сингх — правитель Мевара (1326—1364), основатель династии сисодия, первый правитель с титулом Рана
- Хауме Каскальс[англ.] — испанский скульптор